# Чабб, Мэри
Мэри Чабб (англ. Mary Chubb; 22 марта 1903, Лондон — 22 января 2003, Солсбери) — английский археолог, писатель, журналистка, популяризатор науки, автор ряда книг по истории и культуре Древнего Ближнего Востока. Некоторыми описывалась как «первый администратор раскопок».

## Карьера

### Археология
С 1928 года работала секретарём Общества исследования Египта в Лондоне, и с 1930 — секретарём экспедиции в Амарне, которой руководил Джон Пендлбери. В 1932 году вместе с мужем, Ральфом Лейверсом, участвовала в раскопках города Эшнунны в Месопотамии; этому посвящена её книга «Город в песках».

### Автор
Во время Второй мировой войны вернулась в Англию, где попала в автокатастрофу, оборвавшую её археологическую карьеру. Во время поездки на велосипеде её сбил военный грузовик, отчего она получила серьёзные травмы; она пережила катастрофу, но потеряла ногу и вынуждена была жить с инвалидностью. В 1942 году, восстанавливаясь после несчастного случая, Мэри поняла, что травма не даст ей посещать археологические раскопки, отчего она посвятила себя журналистике и работе на радио, а также написала несколько книг о древнем мире для детей:180–81.

## Книги
Автобиографические
- Чабб М. Здесь жила Нефертити. (Археологические раскопки в Тель-эль-Амарне). Пер. с англ. Н. Г. Коваленской. — М.: Изд-во вост. лит-ры, 1961. — 143 с. — 30 000 экз.
- Чабб М. Город в песках. (Шумер). — М.: Наука (ГРВЛ), 1965. — 96 с. (обл.) — 53 000 экз.
- Оригинальные англоязычные издания
  - Chubb, Mary. Nefertiti Lived Here. — 1st. — London: Geoffrey Bles, 1954.
  - Chubb, Mary. City in the Sand. — 1st. — London: Geoffrey Bles, 1957.
  - Chubb, Mary. Nefertiti Lived Here. — republished. — London: Libri, 1998. — ISBN 978-1901965018.
  - Chubb, Mary. City in the Sand. — republished. — London: Libri, 1999. — ISBN 978-1901965025.

Детская литература
- Chubb, Mary. An Alphabet of Ancient Egypt. — London: Geoffrey Bles, 1966. — ISBN 978-0713801231.
- Chubb, Mary. An Alphabet of Greece, Book I: Early Days (англ.). — London: Geoffrey Bles, 1967. — ISBN 978-0713801903.
- Chubb, Mary. An Alphabet of Greece, Book II: The Golden Years (англ.). — London: Geoffrey Bles, 1968. — ISBN 978-0713802269.
- Chubb, Mary. An Alphabet of Assyria and Babylonia. — London: Geoffrey Bles, 1969. — ISBN 978-0713802535.
- Chubb, Mary. An Alphabet of Ancient Rome. — London: Geoffrey Bles, 1971. — ISBN 978-0713802924.
- Chubb, Mary. An Alphabet of the Holy Land. — London: Geoffrey Bles, 1973. — ISBN 978-0713805307.